# Candy Maldonado
Pour les articles homonymes, voir Maldonado.
Candido Guadarrama Maldonado (né le 5 septembre 1960 à Humacao, Porto Rico) est un voltigeur de baseball qui a joué dans les Ligues majeures de 1981 à 1995.

## Carrière
Candy Maldonado signe son premier contrat avec les Dodgers de Los Angeles en 1976. Il joue son premier match dans les majeures le 7 septembre 1991 et dispute 59 parties en 3 ans avec les Dodgers avant de devenir joueur régulier de l'équipe en 1984.
Échangé aux Giants de San Francisco après la saison 1985 pour le receveur Alex Trevino, il contribue immédiatement aux succès des Giants, qui remportent deux fois le championnat de leur division dans la seconde moitié des années 1980 et atteignent la série finale en 1989. Maldonado connaît des saisons de 85 points produits en 1986 et 1987.
Il rejoint les Indians de Cleveland en 1990 et présente certaines de ses meilleures statistiques offensives en carrière avec 22 coups de circuit et 95 points produits.
En 1992, il fait partie de l'équipe des Blue Jays de Toronto qui remporte la Série mondiale. Dans le match #3, le tout premier match de Série mondiale disputé au Canada, Maldonado produit avec un simple en fin de 9e manche le point qui permet aux Blue Jays de l'emporter 3-2 sur les Braves d'Atlanta.
Lors d'un second séjour chez les Indians en 1994, il marque le 4 avril le premier point de la franchise au nouveau Jacobs Field de Cleveland dans un match face aux Mariners de Seattle.
En 1410 parties dans la Ligue majeure, Candy Maldonado affiche une moyenne au bâton de,254 avec 1042 coups sûrs, 146 circuits, 618 points produits et 498 points marqués.

## Après-carrière
Maldonado a été commentateur lors de la Classique mondiale de baseball 2009 pour ESPN Deportes, une chaîne télévisée sportive en langue espagnole.